# 哈莉·奎茵
哈莉·奎茵（英語：Harley Quinn，又譯作小丑女），原名哈琳·法蘭西斯·奎澤（英語：Harleen Frances Quinzel），是一位於DC漫畫旗下的虛構超級反派角色，有時作為反英雄的身分登場，存在於DC宇宙中，最初在《蝙蝠俠動畫》（1992年）中登場。
2008年，在IGN的漫畫書惡棍全部列表中她排名第45，在《Comics Buyer's Guide》的100位最性感女性漫畫人物中排名第16位。

## 人物
哈莉·奎茵是蝙蝠俠的著名反派之一亦是小丑的前女友，哈莉擁有抗毒體質、過人的反射神經與力氣，是來自毒藤女給她的抗毒藥劑的作用。
哈莉本名是哈琳·奎澤，來自紐約布魯克林。原本是阿卡漢精神病院的一名精神科醫生，治療過許多精神病患者（包括毒藤女與小丑），在她治療小丑的期間受到小丑的引誘他的言論與自己提出的學說不謀而合，對他所編造的悲慘過往深感同情且被感動，從此她便開始無法自拔地迷戀小丑。後來哈琳更是為了愛而開始幫助小丑逃離阿卡漢精神病院，最後哈琳也跟著離開了阿卡漢並開始穿上小丑的服飾成為後來的「哈莉·奎茵」。

## 其他媒體

### 電視

#### 電視劇
- 《天堂獵鷹》：哈莉·奎茵由米婭·沙拉飾演。
- 《綠箭俠》：在第二季作為客串，哈莉·奎茵由卡西迪·艾莉莎飾演，由泰拉·史壯配音。[6][7]

#### 動畫
- DC動畫宇宙：哈莉·奎茵由艾琳·索金（英语：Arleen Sorkin）配音。
  - 《蝙蝠俠：動畫系列》
  - 《超人：動畫系列》
  - 《蝙蝠俠新冒險》
  - 《未來蝙蝠俠（英语：Batman Beyond）》
  - 《靜電沙克（英语：Static Shock）》
  - 《正義聯盟》
- 《哈莉·奎茵》：由凱莉·庫柯配音。
- 《未來蝙蝠俠：小丑的逆襲（英语：Batman Beyond: Return of the Joker）》：由艾琳·索金（英语：Arleen Sorkin）配音。年輕的哈莉在小丑死亡的回憶片段中登場，老年哈莉則在片尾出現並教訓她崇拜小丑的雙胞胎孫女。
- 《蝙蝠俠：血濺亞克漢》：由辛登·威露士配音。
- 《樂高蝙蝠俠電影》：由珍妮·斯蕾特配音。
- 《蝙蝠俠與哈莉奎茵》：哈莉·奎茵作為片中主角，由梅麗莎·勞奇配音。[8]
- 《忍者蝙蝠俠》：由釘宮理惠配音。[9]
- 《樂高玩電影2》：由瑪格·魯賓（Margot Rubin）配音。
- 《異世界自殺突擊隊》：由永瀨安奈配音。

### 電影
- DC擴展宇宙：由瑪格·羅比飾演哈莉·奎茵。
  - 《自殺突擊隊》（2016年）
  - 《猛禽小隊：小丑女大解放》（2020年）
  - 《自殺突擊隊：集結》（2021年）
- DC異世界：由女神卡卡飾演哈莉·奎茵。
  - 《小丑：雙重瘋狂》（2024年）

### 電子遊戲
- 《真人快打 vs DC宇宙》
- 《DC 宇宙 Online》：由艾琳·索金配音。
- 《無限危機》：作為遊戲的可操作角色之一，由泰拉·史壯配音。[10]
- 蝙蝠俠：阿卡漢系列：
  - 《蝙蝠俠：阿卡漢瘋人院》：由艾琳·索金配音。
  - 《蝙蝠俠：阿卡漢之城》：由泰拉·史壯配音。
  - 《蝙蝠俠：阿卡漢之城禁閉》：由泰拉·史壯配音。
  - 《蝙蝠俠：阿卡漢起源》：由泰拉·史壯配音，是以哈琳·奎澤醫生的身分登場。
  - 《蝙蝠俠：阿卡漢騎士》：由泰拉·史壯配音。
  - 《自殺突擊隊：戰勝正義聯盟》：可操作角色之一。
- 《超級英雄：武力對決》：作為遊戲的可操作角色之一，由泰拉·史壯配音[11]。
- 《超級英雄：武力對決2》：作為遊戲的可操作角色之一，同為泰拉·史壯配音。
- 樂高系列：
  - 《樂高蝙蝠俠：電子遊戲》：由格蕾·德萊勒配音。
  - 《樂高蝙蝠俠2：DC超級英雄》：由蘿拉·貝利配音[12]。
  - 《樂高蝙蝠俠3：飛越高譚市》：由泰拉·史壯配音。
  - 《樂高次元》：由泰拉·史壯配音。

## 參看
- 蝙蝠俠
- 小丑
- 蝙蝠俠新冒險
- 超級反派

## 外部連結
- 互联网电影数据库上哈莉·奎茵的资料
- DC漫画宇宙Wiki上的相关条目：Harley Quinn

- 中的“Harley Quinn”
- Collecting Harley Quinn（页面存档备份，存于）
- Harley Quinn（页面存档备份，存于） on the official Superman/Batman Adventures homepage